# Holcolaetis spatulata
Espèce
Holcolaetis spatulata est une espèce d'araignées aranéomorphes de la famille des Salticidae.

## Distribution
Cette espèce est endémique de la région du Grand Accra au Ghana,. Elle se rencontre vers Legon.

## Description
La carapace du mâle holotype mesure 2,6 mm de long sur 2,0 mm et l'abdomen 2,8 mm de long sur 1,8 mm.

## Systématique et taxinomie
Cette espèce a été décrite par Wawer et Wesołowska en 2025.

## Publication originale
- Wawer & Wesołowska, 2025 : « Jumping spiders from Ghana collected by J. Prószyński (Araneae: Salticidae). » Annales Zoologici, vol. 75, no 2, p. 599-628.